# Adéla Normandská (912–962)
Adéla Normandská, rozená Gerloc nebo Geirlaug (francouzsky Adèle de Normandie, † 14. října 962) byla akvitánská vévodkyně a hraběnka z Poitiers z Normanské dynastie.

## Život
Narodila se jako dcera vikinského vůdce Rolla, kterému se podařilo roku 911 získat od krále Karla Prosťáčka pro sebe a své muže území okolo Rouenu a Poppy, dcery Berengara z Neustrie. Pokřtěna byla v roce 912 v Rouenu jako Adéla.
V roce 935 byla provdána za Viléma zvaného Koudelová hlava, budoucího akvitánského vévodu. Kolem roku 936 se založila klášter Svaté Trojice v Poitiers, fundaci potvrdil roku 963 král Lothar.